# 民粹派

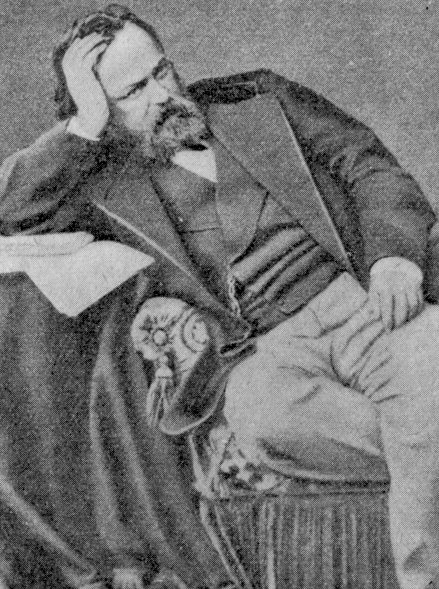
亚历山大·赫尔岑

民粹派（俄語：народник）是19世纪末—20世纪初俄国的政治派系之一，参与者多为“平民知识分子”，因其自称为“人民的精粹”，故有“民粹派”之名。苏联时期，被认为是继十二月党人“贵族”革命阶段之后俄罗斯社会的“平民知识分子”的民主革命阶段的代表（第三次为“无产阶级”的革命阶段）。

## 诞生

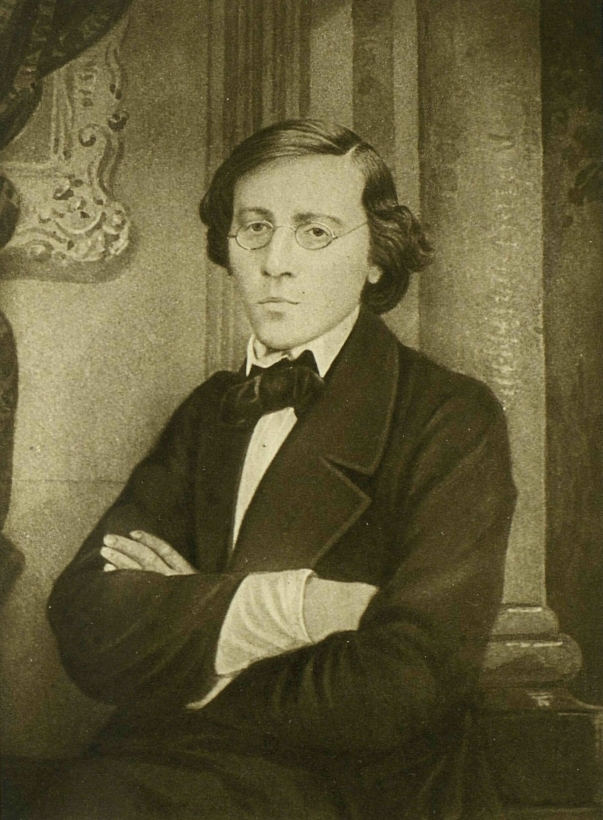
车尔尼雪夫斯基

1848年欧洲革命失败之后，在欧洲流浪的俄罗斯革命活动家亚历山大·赫尔岑经过反思认为在俄罗斯存在社会主义的基础—村社，从而诞生了其“俄罗斯社会主义”（或“大众社会主义”）思想。
尼古拉·加夫里诺维奇·车尔尼雪夫斯基继承并发展了亚历山大·赫尔岑的思想，但他更倾向于“平等合作的生产方式”并号召农奴起义推翻沙俄政权。

## 流派
民粹派总体有两种取向：温和派和激进派，温和派一直谋求通过社会改革来达到目的，激进派则自称是车尔尼雪夫斯基的继承者，要求进行彻底的社会革命，推翻现有制度来建立理想的社会。
根据各派别激进程度可以划分为以下四种：
1. 保守派，和泛斯拉夫主义联系紧密，代表人物约瑟夫·伊万诺维奇·卡布利茨（英语：Iosif Kablits）和切尔文斯基（俄语：Червинский, Пётр Петрович）；
2. 自由革命派，认为革命需要较长时间准备，坚持长期和平宣传的策略，代表人物拉夫罗夫和米哈伊洛夫斯基；
3. 社会革命派，主张由少数知识分子密谋夺权，代表人物特加乔夫；
4. 无政府主义，主张立即发动农民暴动，代表人物巴枯宁和克鲁泡特金。

## 主要事件
1861年～1864年由赫尔岑和车尔尼雪夫斯基组建了一个地下组织“土地与自由”，其目的是为农民革命做准备。
1873年～1874年，民粹派发动了声势浩大的“到民间去”运动。他们穿着农民服装，深入到伏尔加河、顿河和第聂伯河流域的广大农村，号召农民起来革命。但由于当时俄国不具备革命条件，民粹派的宣传鼓动，除了在部分农民中产生了一定影响外，没有达到预期目的，大多数农民没有跟他们一起革命。不久，由于沙皇政府的镇压，“到民间去”运动以失败告终。 
1876年在圣彼得堡民粹派重建了“土地与自由”社，其主要要求为：
- 把所有土地交给农民
- 推广完全自主的社会管理机构
- 宗教信仰的自由
- 民族的自决权

由于在斗争策略上的分歧，土地与自由社于1879年分裂为土地平分派和民意党。土地平分派坚持土地与自由社原有纲领继续开展活动，而以热里雅鲍夫和米哈伊洛夫等于1879年建立“民意党”，热衷于个人恐怖活动，并于1881年3月13日暗杀了沙皇亚历山大二世。
19世纪80年代后，民粹派逐渐蜕化，部分温和派主张与沙皇制度妥协，成为代表富农利益的自由主义民粹派，部分坚持激进革命，成为社会革命党。